# Liane de Pougy
Liane de Pougy (La Flèche, Sarthe, 2 de julio de 1869 - Lausana, 26 de diciembre de 1950) fue una célebre bailarina de la Belle Époque, cortesana y escritora francesa, además de princesa consorte y hermana de una orden religiosa. 

## Biografía
Liane nació el 2 de julio de 1869 en La Flèche, Sarthe, bajo el nombre de Anne Marie Chassaigne. De raíces bretonas por parte de padre y españolas por parte de madre, fue educada en un estricto pensionado religioso, contrayendo matrimonio a la edad de dieciséis años con un joven militar amigo de la familia. Cansada de los malos tratos de su marido y tras ser descubierta en flagrante infidelidad, huyó a París, abandonando esposo e hijo, para convertirse en una estrella de la Belle Époque junto con la célebre española Carolina Otero (más conocida como La Bella Otero) y Émilienne d'Alençon. Esta última, además de rival en el medio del music-hall parisiense, sería su amante de manera intermitente.
Su mentora iba a ser la conocida Valtesse de La Bigne, cortesana del Segundo Imperio Francés y que además de haber sido una de las últimas amantes de Napoleón III, fue musa inspiradora de Émile Zola para su obra Nana.
Entre sus múltiples amantes masculinos figuraban numerosas personalidades de la época, entre ellos monarcas y príncipes así como industriales, banqueros y hombres de estado. Construyó una suntuosa mansión en el centro de París y compró elegantes casas de recreo en Bretaña y Niza.
Su famosa colección de joyas rivalizó con la de la Bella Otero y las obras de arte y antigüedades con las que decoraba su lujosa residencia parisina fueron parte del éxito de su carrera.
Su hijo, Marc Pourpe, sería más tarde un héroe de la aviación francesa y realizaría innumerables hazañas aéreas en Francia, Sudán y Egipto. Cayó muerto en el campo de batalla en 1914 durante la Primera Guerra Mundial.
En la cúspide de su carrera artística como bailarina del Folies Bergère de París decidió escribir algunas novelas que se convertirían en grandes éxitos de venta para la época y en las cuales mostraba abiertamente sus inclinaciones bisexuales, entreteniendo así al público y cultivando a la vez su ya incipiente leyenda. Inició una seria relación con la escritora estadounidense radicada en Francia, Natalie Clifford Barney (de la que habló en su novela Idylle saphique) y posteriormente decidió casarse en 1910 con un príncipe rumano, Georges Ghika, convirtiéndose así en una auténtica princesa. El matrimonio conoció algunos altibajos como resultado de la infidelidad del marido de Liane con la última conquista femenina de ésta. 
Una vez reconciliados, se trasladaron a la ciudad de Lausana, Suiza, huyendo de la Segunda Guerra Mundial, y tras un profundo acercamiento a la obra religiosa del asilo francés de Santa Inés, una vez viuda Liane decidió tomar los hábitos de la Orden Terciaria de las Dominicas consagrando el resto de su vida a la oración y a la reflexión. Liane de Pougy falleció en Lausana, Suiza, el 26 de diciembre de 1950 bajo el nombre religioso de Ana María de la Penitencia.

## Obras
- L'Insaisissable, 1898
- Myrrhille, 1899
- L'Enlizement, 1900
- Idylle saphique, 1901 (traducida al español por Luis Antonio de Villena. Editorial Egales)
- Ecce homo, 1903
- Les sensations de Mademoiselle de La Bringue, 1904
- L'Art d'être Jolie, 1904-1905 (traducida al español por Eduardo Zamacois)
- Yvée Lester, 1906
- Yvée Jourdan, 1908
- Mes cahiers Bleus, 1977